# Gorišnica
Gorišnica (Duits: Gorischnitz) is een gemeente in de Sloveense regio Podravska en telt 5822 inwoners (2002).
Benedikt · Cerkvenjak · Cirkulane · Destrnik · Dornava · Duplek · Gorišnica · Hajdina · Hoče-Slivnica · Juršinci · Kidričevo · Kungota · Lenart · Lovrenc na Pohorju · Majšperk · Makole · Maribor · Markovci · Miklavž na Dravskem polju · Oplotnica · Ormož · Pesnica · Podlehnik · Poljčane · Ptuj · Rače-Fram · Ruše · Selnica ob Dravi · Slovenska Bistrica · Središče ob Dravi · Starše · Sveta Ana · Sveta Trojica v Slovenskih goricah · Sveti Andraž v Slovenskih goricah · Sveti Jurij · Sveti Tomaž · Šentilj · Trnovska vas · Videm · Zavrč · Žetale